# Paràmetre
Un paràmetre és una constant arbitrària que pot prendre qualsevol valor. El valor particular que prengui caracteritzarà un membre particular d'un sistema d'expressions, funcions, corbes, superfícies, etc.
El valor d'aquesta constant és fix dins d'aquest sistema, però és alterable fora d'ell. És una constant tal, que altres constants poden ésser expressades en funció d'ella.